# 10月12日 (旧暦)
旧暦10月12日は旧暦10月の12日目である。六曜は先負である。

## できごと
- 寛永9年（グレゴリオ暦1632年11月23日） - 徳川家光、徳川忠長を改易

## 誕生日
- 万暦28年（グレゴリオ暦1600年11月17日） - 朱舜水、明の儒学者（+ 1682年）
- 文政13年（グレゴリオ暦1830年11月26日） - 佐々木高行、政治家（+ 1910年）

## 忌日
- 万治元年（グレゴリオ暦1658年11月7日） - 前田利常、加賀藩主（* 1594年）
- 元禄7年（グレゴリオ暦1694年11月28日） - 松尾芭蕉、俳人（* 1644年）
- 明和6年（グレゴリオ暦1769年11月9日） - 青木昆陽、蘭学者（* 1698年）